# Józef Jezierski

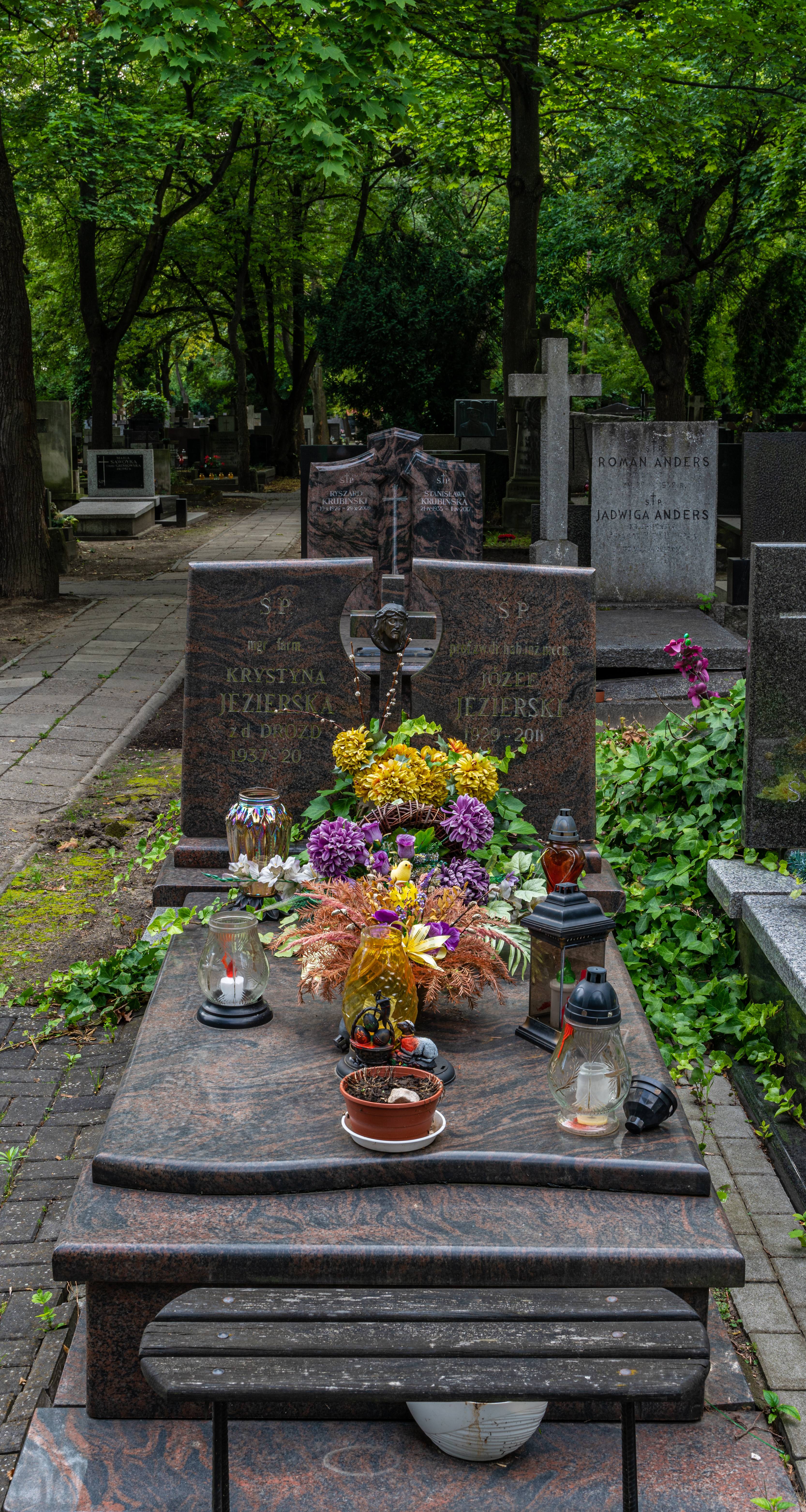
Grób Józefa Jezierskiego na cmentarzu Powązkowskim

Józef Jezierski (ur. 20 sierpnia 1929 w Kuczowie, zm. 21 czerwca 2011 w Warszawie) – polski uczony, prof. dr hab. inż., związany m.in. z Politechniką Warszawską oraz Politechniką Radomską

## Kariera naukowa
W 1949 roku ukończył Liceum Mechaniczne w Starachowicach, a 13 kwietnia 1956 r. uzyskał tytuł inżyniera magistra mechaniki na Politechnice Warszawskiej, dyplom Nr 346. Już w trakcie studiów w 1954 roku prowadził zajęcia dydaktyczne w Katedrze Wytwarzania Silników Lotniczych i było to główne miejsce pracy na Wydziale MEL Politechniki Warszawskiej. 
Podejmował również dodatkowe prace w niepełnym wymiarze w Politechnice Białostockiej 1979-1981 r. i w Radomskiej w latach 1995 – do śmierci.
Poza szkolnictwem wyższym pracował w Polskim Komitecie Normalizacyjnym w latach 1959 – 1961 w Zakładach Mechanicznych PZL-Wola 1964-1968 na pół etatu i jako konsultant od 1970 – 1994, a także w WSK-Okęcie 1975-1978 r.
Przebywał na długoterminowych stypendiach zagranicznych, a mianowicie: w Politechnice Leningradzkiej (1961-1962), Cornegie Hellou University w Pittsburgh, USA (1968-1969), roczne stypendium Fullbrighta, Technische Hochschule Darmstadt, Niemcy (1974 r.) stypendium DAAD.
Przebywał także w wielu uczelniach zagranicznych na stażach krótkoterminowych, a mianowicie:
-	VEE Werkzeugmachinenkombinat Fritz Hecker, Karl-Marks-Stadt, NRD, 1961 r.,
-	Instytut fűr Werkstoffkunde T echnische Hochschule Dormstadt, Niemcy, 1972 r.,
-	Technical University of Berlin, Niemcy 1981 r.,
-	Wyższy Mechaničeko-Energetičesko Institut, Gabrowo, Bułgaria, 1987 r.,
-	STU –Bratislava, Mašinostroitelnyj Fakultet w Bratysławie, Słowacja, 1983 r. i 1989 r.
Profesor Józef Jezierski wszystkie tytuły naukowe uzyskał w Politechnice Warszawskiej i tak: mgr inż. 1956 r., dr n.t. 1963 r., dr hab. 1976 r., profesora tytularnego 1995 r.
Został pochowany na cmentarzu Powązkowskim w Warszawie (kwatera 110-3-31).